# Hrušky (district de Vyškov)
Pour les articles homonymes, voir Hrušky.
Hrušky (en allemand : Birnbaum, littéralement « poirier ») est une commune du district de Vyškov, dans la région de Moravie-du-Sud, en République tchèque. Sa population s'élevait à 775 habitants en 2020.

## Géographie
Hrušky se trouve à 21 km au sud-ouest du centre de Vyškov, à 19 km à l'ouest-sud-est du centre de Brno et à 203 km au sud-est de Prague.
La commune est limitée par Křenovice au nord, par Vážany nad Litavou à l'est, et par Šaratice et Zbýšov à l'ouest.

## Histoire
La première mention écrite de la localité date de 1294.